# 영동시외버스공용터미널
영동시외버스공용터미널은 충청북도 영동군 영동읍 회동로 226(회동리 664-11)에 있는 버스터미널이다.
원래는 영동읍 계산리 664-3번지 일대에 있었으나 2004년 4월 1일 부로 회동리로 이전하였다. 바로 옆에는 영동군의 농어촌버스가 운행하는 농어촌버스터미널이 위치하고 있다.
새로 지어진 터미널 건물은 지상 2층 규모에 편의시설과 대합실을 갖추고 있으며, 승차홈은 5개가 있다. 청주와 함께 충북에서 몇안되는 호남권 직행노선이 있는 곳이며 호남권은 하루 두번 무주행만 있다.

## 운행 노선
- 인천행 노선이 운행중지되었다.
- 2014년 12월 19일부터 포항행 노선이 폐지되었다.[2]
- 2016년 9월 12일부터 대전행 노선이 신설되었다.[3]

| 방면        | 행선지                                                     |
| ----------- | ---------------------------------------------------------- |
| 수도권 방면 | 동서울                                                     |
| 충청권 방면 | 남청주, 대전, 심천, 옥계리, 옥천, 이원, 청주, 추풍령, 황간 |
| 영남권 방면 | 거창, 구미, 김천, 대덕, 웅양, 적하, 지례, 학산             |